# Ле-Дуэ
Ле-Дуэ́ (фр. Le Douhet) — коммуна во Франции, находится в регионе Пуату — Шаранта. Департамент коммуны — Приморская Шаранта. Входит в состав кантона Сент-Север. Округ коммуны — Сент.
Код INSEE коммуны — 17143.

## Население
Население коммуны на 2010 год составляло 707 человек.
| 1962 | 1968 | 1975 | 1982 | 1990 | 1999 | 2010 |
| ---- | ---- | ---- | ---- | ---- | ---- | ---- |
| 511  | 502  | 477  | 518  | 589  | 635  | 707  |